# Eduard Bohlen
Eduard Bohlen fue un barco que naufragó en la costa de los Esqueletos del suroeste del África del Sudoeste alemana (actual Namibia) el 5 de septiembre de 1909 en medio de una espesa niebla. El pecio yace actualmente en la arena a 400 m de la costa.
Durante su servicio el barco fue utilizado para trasladar esclavos.

## Historial de servicio

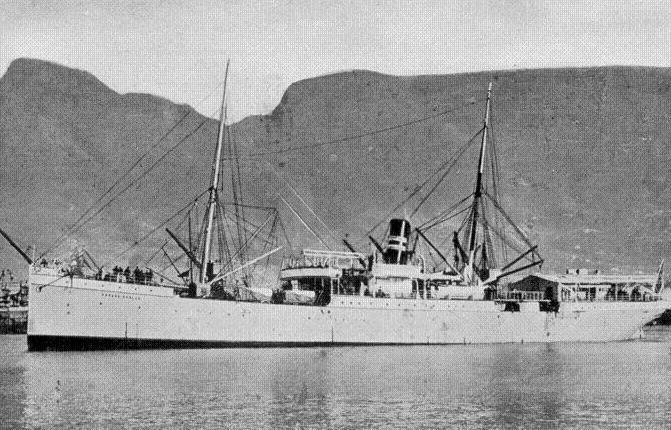
El buque en 1906.

El buque era un carguero de 2.272 toneladas brutas con una eslora de 94 m (310 pies). En septiembre de 1909, encalló en medio de una espesa niebla y naufragó en Conception Bay mientras realizaba un viaje de Swakopmund a Bahía de la Mesa.

## Pecio
El Bohlen se encuentra cerca de otros dos pecios, el Otavi, que naufragó aquí y se hundió en 1945, y el MV Dunedin Star, entre los muchos pecios de la Costa de los Esqueletos.